# Королевство Бали
Королевство Бали (балийск. ᭚ᬓᭂᬭᬚ᭡ᬦ᭄ᬩᬮᬶ; транслит.: Кэраджаан Бали, кави ꦌꦫꦗꦴꦤ꧀ ꦄꦭꦶ, санскр. बाली राज्यं) — совокупность индуистско-буддийских монархий, существовавших на острове Бали (Малые Зондские острова, Индонезия) с X по начало XX века. Эти государства создали уникальную синкретическую культуру, сочетавшую местные анимистические традиции с индийскими религиозными и культурными влияниями, проникшими через посредничество древнеяванских царств.

## История

### Доисторический период
Археологические находки свидетельствуют о заселении Бали в эпоху палеолита (1 млн - 200 тыс. лет до н.э.). Каменные орудия этого периода обнаружены в деревнях Сембиран и Труньян. Миграция австронезийских народов в неолитический период (3000-600 лет до н.э.) принесла на остров технологии рисоводства и новые культурные традиции.

## Исторический период (VIII-XI века)
Исторический период на Бали начался около VIII века н.э., о чём свидетельствуют находки буддийских глиняных табличек с надписями. Эти буддийские вотивные таблички, обнаруженные внутри небольших глиняных фигурок ступ, известных как "ступика", представляют собой древнейшие известные письменные памятники Бали и датируются примерно VIII веком н.э.. Подобные ступики были найдены в регентстве Гианьяр, а также в деревнях Педженг, Татиапи и Блахбатух..
Колоколообразные ступики демонстрируют стилистическое сходство с буддийским искусством Центральной Явы VIII века, представленным в Боробудуре и других буддийских храмах того периода. Это свидетельствует о связях с династией Шайлендра и присутствии буддийских паломников или поселенцев в ранней истории Бали.

### Правление династии Вармадева
В начале X века царь Шри Кесари Вармадева установил Беланджонгскую стелу, обнаруженную в южной части пляжа Санур. Эта стела, датированная 914 годом по индийскому календарю Шака, является древнейшей надписью на Бали, содержащей имя правителя. Три другие надписи Кесари, найденные в центральном Бали, указывают на военные конфликты в горных районах острова. Шри Кесари - первый известный правитель, носивший титул Вармадева, который использовался монархами на протяжении нескольких поколений до начала яванской экспансии.

### Культурный и религиозный центр
Точное местоположение столицы царства в X-XI веках остаётся неизвестным, однако политический, религиозный и культурный центр, вероятно, находился на территории современного регентства Гианьяр, о чём свидетельствует концентрация археологических находок в этом регионе.
Пещерный храм и купальня Гоа Гаджа близ Убуда, созданные в тот же период, демонстрируют уникальное сочетание буддийской и шиваитской иконографии. Многочисленные изображения ступ, ступик и бодхисаттв указывают на покровительство махаянскому буддизму со стороны династии Вармадева. Однако индуизм также практиковался на Бали в этот период, что свидетельствует о религиозном синкретизме.

## Яванское влияние (X-XIV вв.)

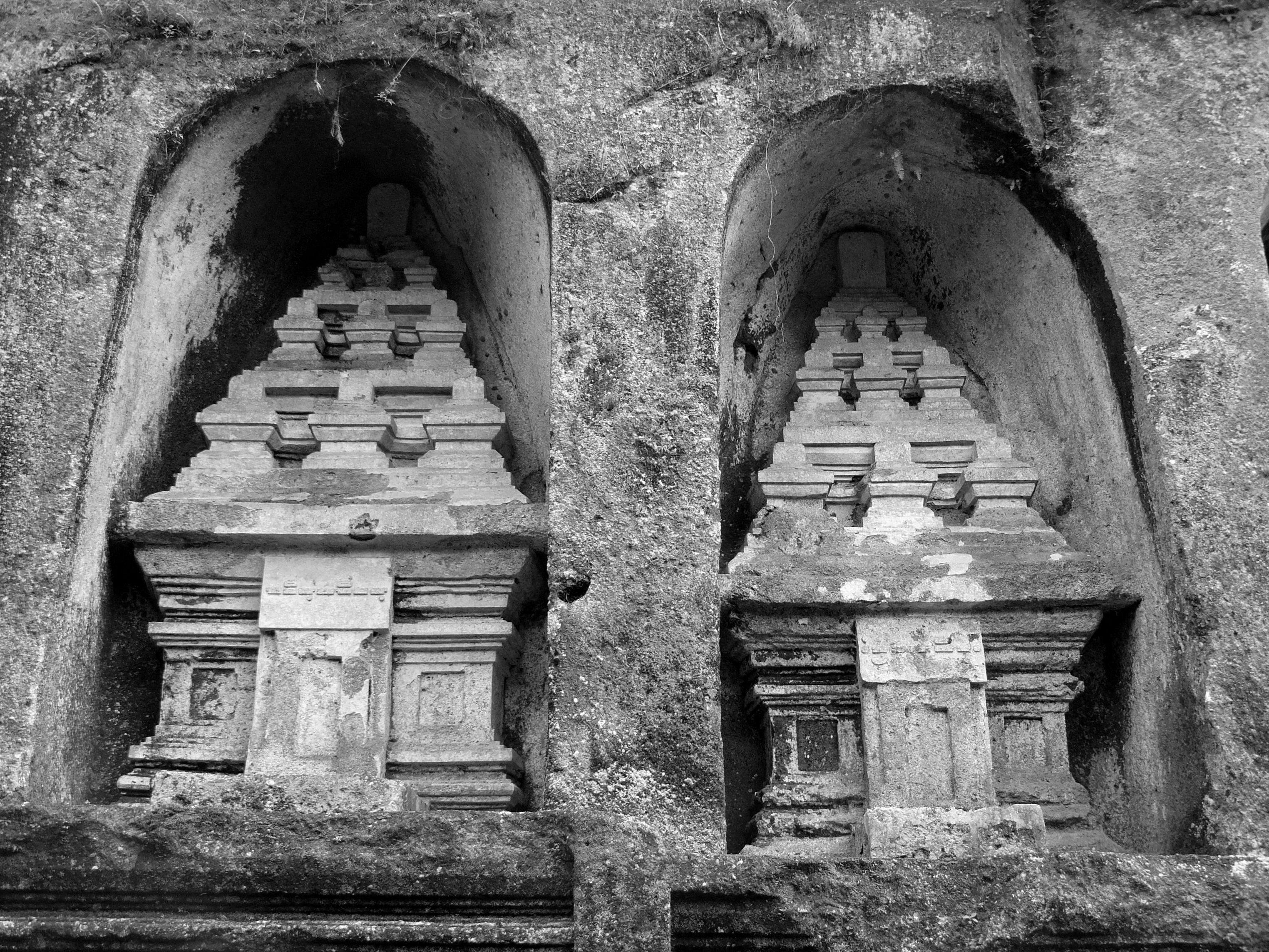
Погребальный комплекс Гунунг-Кави (XI в.)

Во второй половине X века правителем Бали был король Удаяна Вармадева, а его супругой — царица Махендрадатта, принцесса династии Исьяна из Восточной Явы. Махендрадатта была дочерью короля Шри Макутавангсадхармавардханы и сестрой короля Дхармавангсы королевства Матарам. Присутствие джаванийской царицы при балийском дворе позволяет предположить, что Бали либо заключила союз с Восточной Явой, либо находилась в вассальной зависимости от неё; их брак стал политическим соглашением, закрепившим присоединение Бали к державе Матарам Восточной Явы. Королевская балийская чета была родителями известного яванского правителя Айрланги (1001 — конец 1040-х годов). Младшие братья Айрланги — Марката и позднее Анак Вунгсу — взошли на балийский престол.
Скальный храм-канди Гунунг-Кави в Тампаксиринг был создан примерно в этот же период. Он демонстрирует схожий с яванскими храмами стиль архитектуры позднего периода Матарама. Династия Вармадева продолжала править на Бали вплоть до XII века, включая правление Джаясакти (1146–1150) и Джаяпангуса (1178–1181). В этот период важное значение имели контакты с империей Китай. Китайские монеты, известные как кепенг, широко использовались в балийской экономике. В XII веке известно, что король Джаяпангус с севера Бали женился на китайской принцессе, и его образ вместе с его китайской супругой был увековечен в виде персонажей искусства баронг ландунг.
После династии Вармадева, её потомков и связей с яванским двором, больше нет непрерывных подробных сведений о правителях Бали. Похоже, что Бали сформировала новую местную династию, независимую от Явы.
В конце XIII века Бали снова появляется в яванских источниках. В 1284 году яванский король Кертанегара совершил военную экспедицию против балийского правителя. Согласно яванской хронике Десаварнана: «В шаке „тела-небо-солнца“ (1206, 1284 н. э.) он направил послов в Бали, чтобы покорить её, и вскоре после этого её царица была побеждена и доставлена как пленница к королю» . Эта экспедиция, по-видимому, присоединила Бали к государству Сингасари. Однако после восстания Джаякатванга в Геланг-Геланге в 1292 году, приведшего к гибели Кертанегары и падению Сингасари, Ява не смогла сохранить контроль над Бали, и балийские правители вновь обрели независимость.
Яванские контакты оказали глубокое влияние на язык Бали, который подвергся воздействию кавийского языка — варианта древнеяванского языка. Этот язык до сих пор используется на Бали, хотя и редко.

### Эпоха Маджапахита (XIV-XV вв.)

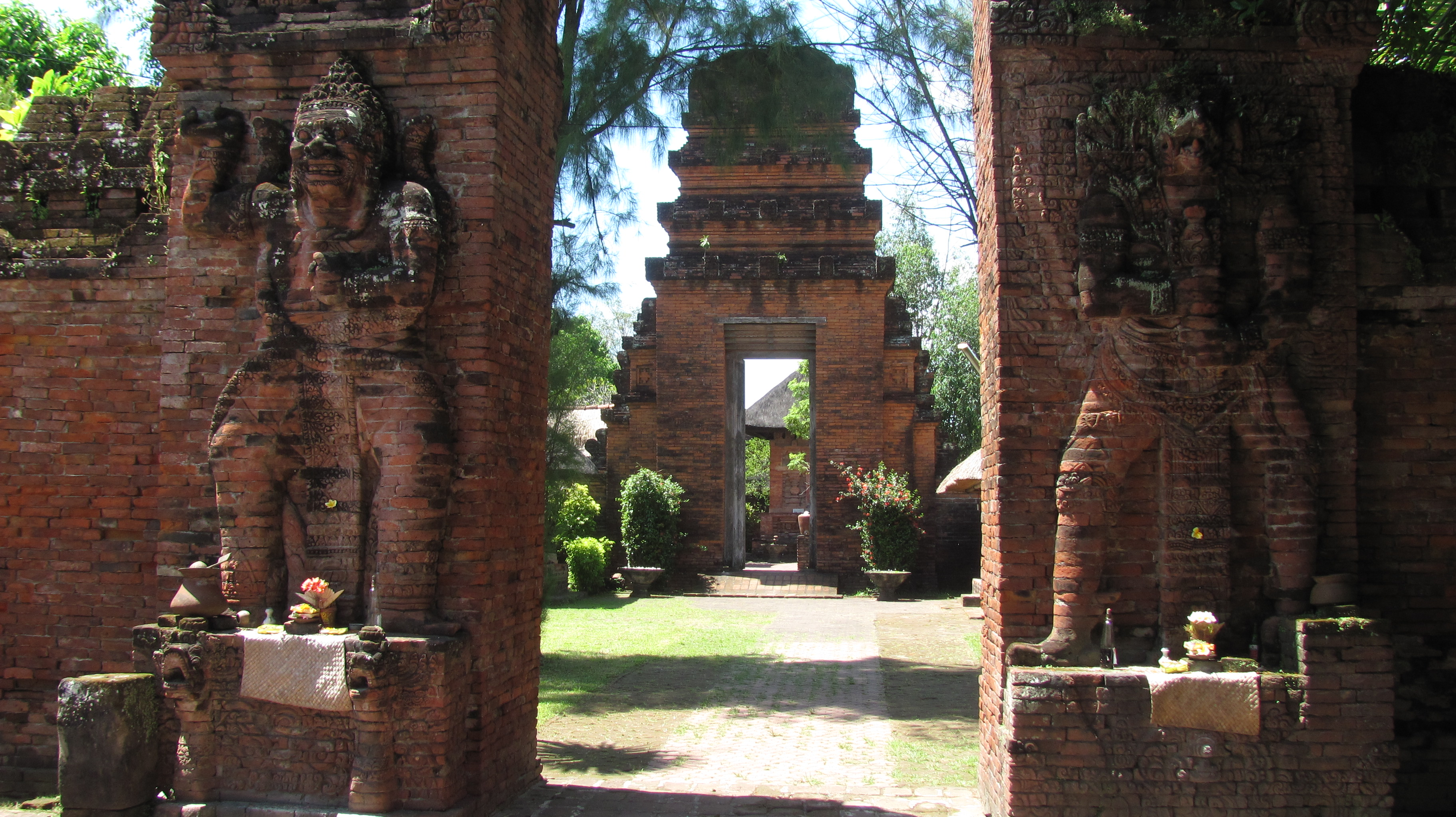
Пура Маоспахит в Денпасаре

В Восточной Яве Маджапахит, при правлении царствующей королевы Трибхувана Виджаятунггадеви и её способного и амбициозного первого министра Гаджа Мады, начал расширять своё влияние на соседние острова индонезийского архипелага, включая близлежащий Бали. Согласно рукописи «Бабад Аря Табанан», в 1342 году войска Маджапахита под предводительством Гаджа Мады, при поддержке его полководца Аря Дамара, правителя Палембанга, высадились на Бали. После семимесячных боёв силы Маджапахита разгромили балийского правителя в Бедулу (Бедахулу) в 1343 году. После завоевания Бали Маджапахит распределил власть на острове между младшими братьями Аря Дамара: Аря Кенчангом, Аря Кутавандирой, Аря Сентонгом и Аря Белогом. Аря Кенчанг возглавил своих братьев в управлении Бали под знаменем Маджапахита и стал предком балийских правителей из династий Табанан и Бадунг.
В 14-й песне «Нагаракретагамы», составленной при правлении Хаям Вурука в 1365 году, упоминаются несколько мест на Бали — Бедахулу и Лва Гаджа (идентифицируется как Гоа Гаджа), — как территории, находящиеся под властью Маджапахита. Столица Маджапахита на Бали была основана в Сампрангане, а позже перенесена в Гелгел. После смерти Хаям Вурука в 1389 году Маджапахит вступил в период постепенного упадка, осложнённый борьбой за престол, включая Регрегскую войну (1404–1406 гг.).
В 1468 году принц Кертабхуми восстал против короля Сингхавикрамавардханы и захватил Тролучан. Свергнутый король перенёс столицу дальше вглубь страны — в Даху (бывшую столицу Кадири), что фактически разделило Маджапахит на два центра власти: Тролучан и Даху. Сингхавикрамавардхана был сменин на престоле своим сыном Гириндавардханой (Ранавиджайей) в 1474 году, который правил из Даху. Чтобы сохранить влияние и экономические интересы Маджапахита, Кертабхуми предоставил мусульманским купцам торговые привилегии на северном побережье Явы, что в последующие десятилетия привело к возвышению Султаната Демак. Эта политика усилила экономику и влияние Маджапахита, но ослабила позиции индуизма и буддизма как ведущих религий, поскольку ислам стал распространяться быстрее и свободнее по Яве. Недовольство последователей индуизма и буддизма впоследствии побудило Ранавиджайю к решению свергнуть Кертабхуми.
В 1478 году армия Ранавиджайи под командованием генерала Удара прорвала оборону Тролучана и убила Кертабхуми в его дворце. Султанат Демак направил подкрепление под предводительством Сунона Нгудунга, который позже погиб в бою и был заменён Суноном Кудусом, но они прибыли слишком поздно, чтобы спасти Кертабхуми, хотя и смогли отразить армию Ранавиджайи. Это событие упоминается в надписях Джиу и Петак, где Ранавиджайя заявляет о победе над Кертабхуми и воссоединении Маджапахита в единое царство. Ранавиджайя правил с 1474 по 1498 год под именем Гириндавардхана, при нём вице-регентом был Удара. Это событие привело к войне между Султанатом Демак и Даху, поскольку правитель Демака, Раден Патах, был потомком Кертабхуми.
В 1498 году вице-регент Удара сверг Гириндавардхану, и война между Демаком и Даху затихла. Однако хрупкое равновесие нарушилось, когда Удара запросил помощи у португальцев в Малакке, что побудило Ади-пати Юнуса из Демака напасть как на Малакку, так и на Даху. Существует и другая теория, согласно которой причиной нападений Демака на Маджапахит стала месть за поражение деда Ади-пати Юнуса, правителя Бхре Кертабхуми (Прабу Бравиджая V), нанесённое Гириндавардханой. Поражение Даху со стороны Демака ознаменовало собой конец эпохи индуистского Маджапахита на Яве. После падения империи многие аристократы, ремесленники и жрецы Маджапахита бежали либо во внутренние горные районы Восточной Явы, либо в Бламбанган — на восточную оконечность острова, либо через узкий пролив — на Бали. Вероятно, беженцы стремились избежать мести со стороны Демака за свою поддержку Ранавиджайи против Кертабхуми.
Империя Маджапахит оказала значительное культурное и политическое влияние на Бали. Всё придворное окружение Маджапахита бежало на Бали после завоевания мусульманами в 1478 году, что фактически привело к переносу всей культуры. Бали стал рассматриваться как продолжение индуистской яванской культуры и является основным источником знаний о ней в современную эпоху. Прибывшие яванские аристократы и жрецы основали на Бали дворы в стиле Маджапахита. Этот приток привёл к нескольким важным изменениям. Браки между влиятельными балийскими семьями и представителями королевской крови Маджапахита положили начало формированию высших кастовых линий на Бали. Яванские идеи, особенно традиции Маджапахита, оказали влияние на религию и искусство острова. Яванский язык также повлиял на разговорный балийский язык. Современная балийская архитектура и храмы во многом схожи с эстетикой и стилем барельефов восточнояванских храмов эпохи расцвета Маджапахита. Большое количество рукописей Маджапахита, таких как «Нагаракретагама», «Сутасома», «Параджатон» и «Танту Пагеларан», тщательно хранились в королевских библиотеках Бали и Ломбока, предоставляя ценные исторические сведения о Маджапахите. В результате притока яванских элементов историк Рамеш Чандра Маджумдар утверждал, что Бали «вскоре стал последним оплотом индо-яванской культуры и цивилизации».

### Период Гелгел (XVI—XVII вв.)

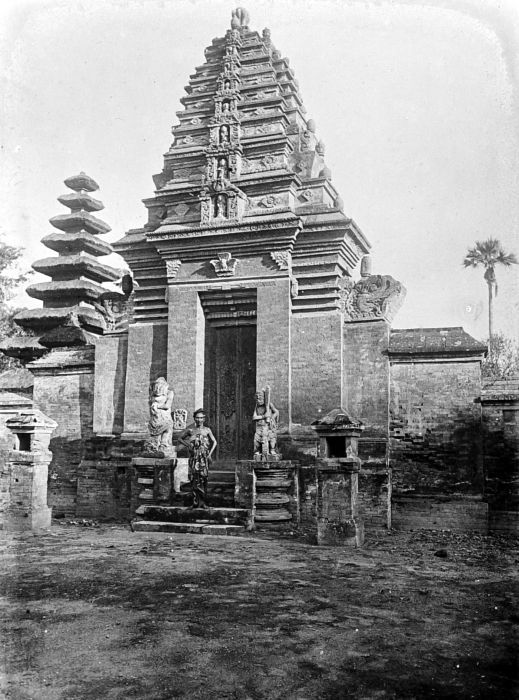
Королевский дворец в Гелгеле

В соответствии с рукописью Бабад Далем (составленной в XVIII веке), завоевание Бали индуистским яванским царством Маджапахит было сопряжено с установлением вассальной династии в Сампрангане, современном регионе Гияняр, недалеко от прежнего королевского центра Бедулу. Это событие произошло в середине XIV века. Первый правитель Сампрангана, Шри Аджи Крешна Кепакисан, имел трёх сыновей. Старший из них, Далем Сампранган, унаследовал власть, однако оказался некомпетентным правителем. Его младший брат Далем Кетут основал новый королевский двор в Гелгеле, в то время как Сампранган постепенно пришёл в упадок и был забыт.
Первый европейский контакт с Бали состоялся в 1512 году, когда португальская экспедиция под руководством Антониу Абреу и Франсиску Серау отправилась из португальской Малакки и достигла северного побережья Бали. В том же году Бали была нанесена на карту Франсиску Родригешем. В Маджапахите, на Восточной Яве, падение Даху под натиском Султаната Демак в 1527 году вызвало массовое бегство индуистских аристократов, жрецов и ремесленников на Бали.
В 1585 году португальское правительство в Малакке отправило корабль с целью построить крепость и торговый пост на Бали, но миссия потерпела неудачу — судно потерпело крушение на рифах полуострова Букит.
К XVI веку пури (балийский двор) Гелгела стал могущественным политическим образованием в регионе. Преемник Дева Кетута, Далем Батуренгонг, правил в середине XVI века. Он принял яванского мудреца по имени Ниартха, бежавшего от упадка индуизма на Яве. Король стал покровителем Ниартхи, который создал обширные литературные труды, заложившие основы духовности балийского индуизма. Гелгел достиг пика своего могущества при правлении Далем Батуренгонга, когда под его верховной властью объединились Ломбок, западная часть Сумбавы и Бламбанган на крайнем востоке Явы. Влияние Гелгела на всё ещё индуистский Бламбанган, по-видимому, привлекло внимание султана Матарама, стремившегося объединить всю Яву и распространить ислам. В 1639 году Матарам вторгся в Бламбанган. Царство Гелгел немедленно поддержало Бламбанган, выступив в качестве барьера против исламской экспансии мусульманского Матарама. Бламбанган капитулировал в 1639 году, но вскоре восстановил независимость и вновь присоединился к Бали после вывода войск Матарама. Сам султанат Матарам после смерти Султана Агунга, по-видимому, оказался поглощён внутренними проблемами и утратил интерес к продолжению кампании и враждебным действиям против Бламбангана и Гелгел.

### Период девяти королевств (XVIII-XIX вв.)

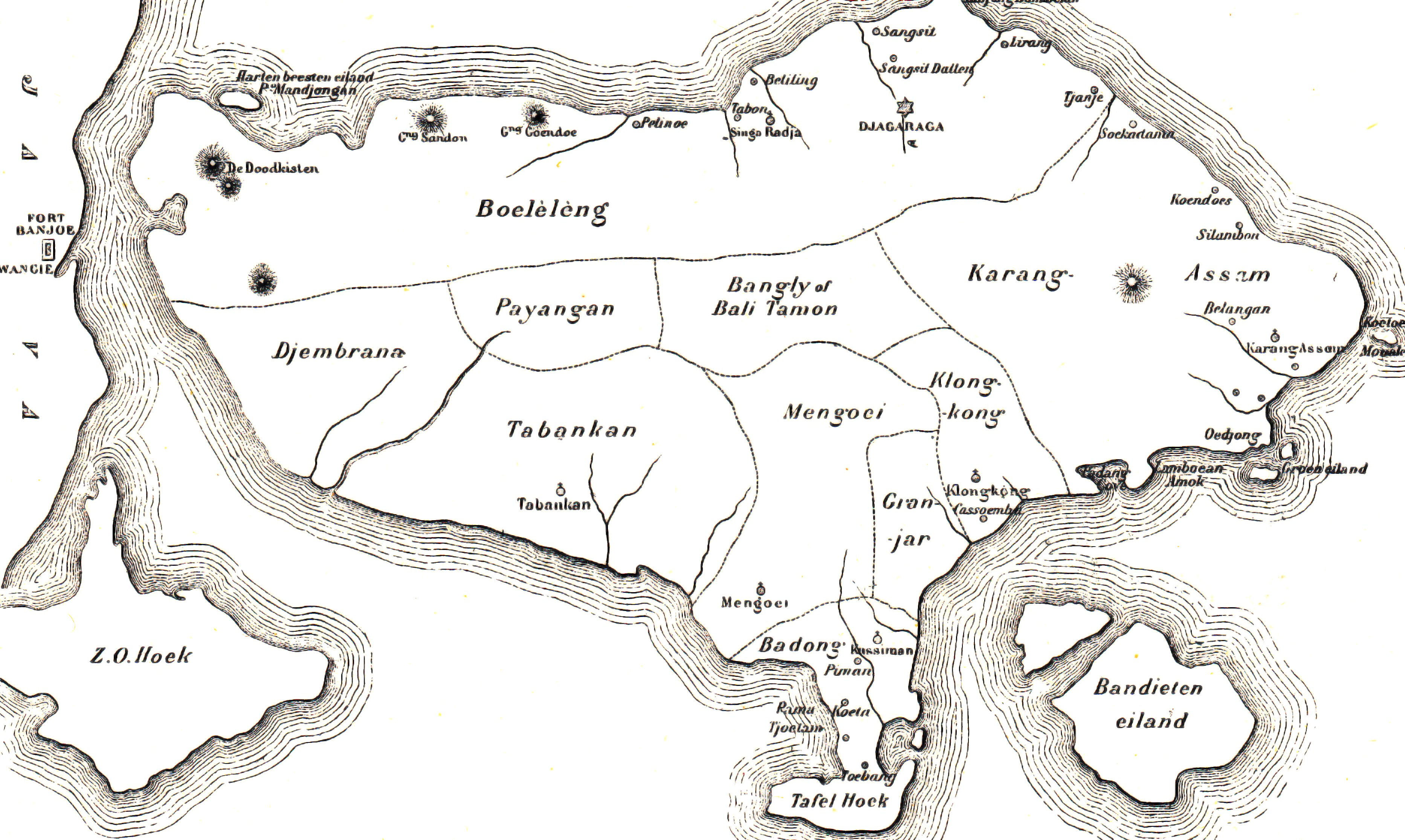
Политическая карта Бали (ок. 1900)

После 1651 года царство Гелгел начало распадаться из-за внутренних конфликтов. В 1686 году новый королевский двор был основан в Кланкунг, в четырёх километрах к северу от Гелгела. Правители Кланкунга, носившие титул Дева Агунг, однако не смогли сохранить контроль над всей территорией Бали. Остров фактически раскололся на девять независимых княжеств: Кланкунг, Булеленг, Карангасем, Менгви, Бадунг, Табанан, Гияняр, Бангли и Джембрана. Каждое из этих княжеств создало собственную династию, построило свой пури (балийский дворцовый комплекс) и сформировало собственную систему управления. Тем не менее, все девять балийских княжеств признавали лидерство Кланкунга, считая Дева Агунгов своим примус интер парес — первым среди равных — и сохраняя за ними почетный титул «король Бали». Большинство этих княжеств легли в основу современных административных границ кабупатенов (районов) на Бали.
В последующие столетия различные княжества вели между собой серию непрекращающихся войн, хотя формально продолжали признавать Дева Агунга как символического верховного правителя острова. Это привело к сложным политическим отношениям между балийскими правителями, поскольку на острове существовало сразу несколько королей. Такая ситуация сохранялась вплоть до прихода голландцев в XIX веке.

### Колониальный период (1846-1908)

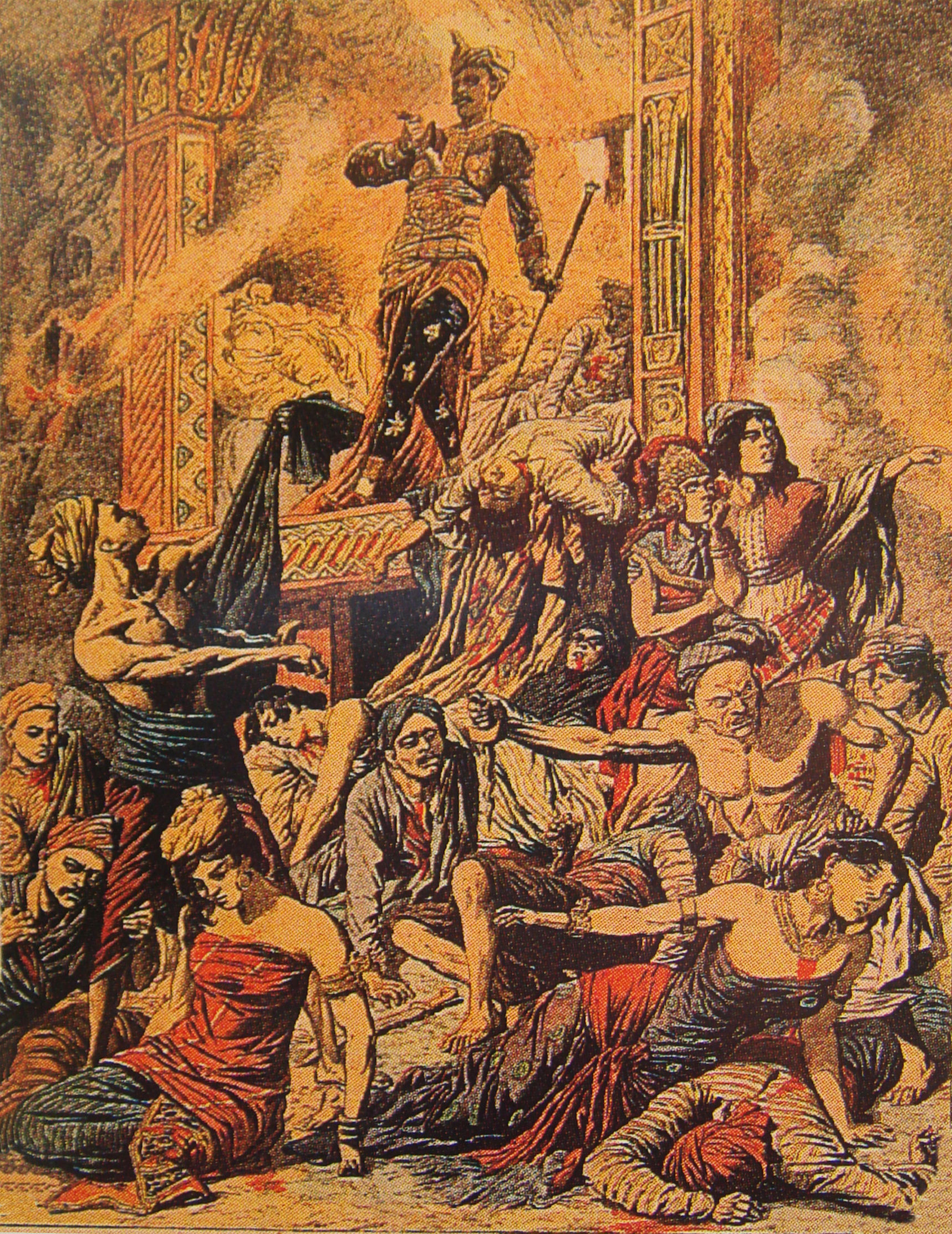
Ритуальное самоубийство (пупутан) 1849 года

Хотя европейцы установили контакт с Бали в 1512 году, а затем в 1585 году португальский флот предпринял попытку основать пост на острове, реального присутствия европейской державы на Бали не ощущалось, поскольку балийские княжества продолжали жить по традициям, унаследованным от эпохи индуистского царства Маджапахит. В 1597 году голландские корабли под командованием Корнелиса де Хутмана прибыли на Бали. Вторая голландская экспедиция под руководством Якоба ван Хемскерка появилась в 1601 году. В этот раз правитель Гелгела направил письмо Морицу Оранскому, копия перевода которого была отправлена Хемскерком. В письме содержалось разрешение на торговлю голландцам, а также выражалось желание Бали свободно торговать с Голландией. Однако это дипломатическое послание, заключавшее дружеские и торговые соглашения, было ошибочно переведено как признание балийцами верховной власти голландцев и впоследствии использовано голландцами для обоснования своих претензий на остров.
Хотя Голландская Ост-Индская компания, базировавшаяся в Батавии (ныне Джакарта), активно действовала на Молуккских островах, островах Ява и Суматра, она проявляла слабый интерес к Бали, поскольку была сосредоточена на специи, которые не были основным продуктом Бали — преимущественно рисовом сельскохозяйственном княжестве. Попытка открыть торговый пост в 1620 году провалилась из-за местного сопротивления. VOC передала торговлю на Бали частным торговцам, в основном китайцам, арабам, бугийцам и время от времени голландцам, которые занимались в основном торговлей опиумом и рабами.
Однако полное безразличие голландцев к Бали кардинально изменилось в XIX веке, когда голландская колониальная власть расширилась по всему индонезийскому архипелагу, и они начали претендовать на остров. Голландцы использовали предлог борьбы с контрабандой опиума, незаконной торговлей оружием, традицией балийцев «таван каранг» (грабеж судов, потерпевших крушение) и рабством, чтобы установить контроль над балийскими княжествами. Армия Голландских Ост-Индий вторглась на север Бали в 1846 году, 1848 году, а окончательно в 1849 году голландцы установили контроль над северными княжествами Бали — Булеленг и Джембрана.
В 1894 году голландцы использовали восстание народа сасак против балийского правителя западного Ломбока как предлог для вмешательства и завоевания Ломбока. Голландцы поддержали восстание сасаков и начали военную экспедицию против балийского двора в Матараме, на Ломбоке. К концу ноября 1894 года голландцы уничтожили балийские позиции, тысячи балийцев погибли, остальные либо сдались, либо совершили ритуальное самоубийство пупутан. Ломбок и Карангасем вошли в состав Голландских Ост-Индий. Вскоре за ними последовали дворы Бангли и Гияняра, принявшие голландское верховенство, но юг Бали продолжал сопротивляться.
В 1906 году голландцы начали военную экспедицию против южных балийских княжеств Бадунг и Табанан, ослабив также княжество Кланкунг, снова используя в качестве предлога традицию «таван каранг». Наконец, в 1908 году голландцы совершили вторжение на территорию Кланкунга, ссылаясь на необходимость обеспечить монополию на опиум. Это событие положило конец завоеванию Бали, и остров стал голландским протекторатом. Хотя некоторые представители балийской знати выжили, голландцы полностью уничтожили королевские институты, ликвидировали власть и авторитет балийских королей и положили конец многовековому правлению балийских княжеств. В период Голландских Ост-Индий колониальной столицей Бали и Малых Зондских островов был город Сингараджа на северном побережье.

## Культурное наследие
Балийские королевства оставили богатое культурное наследие:
- Уникальная система ирригации субак
- Развитая храмовая архитектура
- Театральные традиции (Баронг, Кечак)
- Литературные памятники на языке кави